# El Hombre que Ríe
El hombre que ríe (笑い男, Warai Otoko) es un personaje ficticio de la serie de anime Ghost in the Shell: Stand Alone Complex. Su actor de doblaje en la versión japonesa es Kōichi Yamadera y en su versión inglesa es Steven Blum de Bandai Entertainment's.

## A fondo
El hombre que ríe demuestra ser un hacker muy hábil, capaz de ocultar su presencia física interviniendo transmisiones de vídeo, ojos cibernéticos y cibercerebros y alterando las imágenes percibidas, en las que superpone su logotipo a su cara, todo ello en tiempo real.
El nombre del personaje deriva del título de la historia corta de J.D. Salinger, "El hombre que ríe". La insignia de El hombre que ríe es una imagen animada de una figura sonriente que rodeada por una corona con un texto que la circunda citando una línea de la novela, también de Salinger, El guardián entre el centeno, que dice: I thought what I'd do was, I'd pretend I was one of those deaf-mutes. y que en español se puede traducir como: Pensé que lo que haría sería fingir ser uno de esos sordomudos.

## Diseño de la insignia
La insignia de El Hombre que Ríe fue diseñada por Paul Nicholson, un diseñador gráfico de la compañía inglesa de logotiptos y prendas de vestir, Terratag. A Nicholson, le sugirieron que leyera el cuento corto de J.D. Salinger, "El Hombre que Ríe" y basara el logo en ello. La historia se centra alrededor de un grupo de niños que pertenecen a un club llamado "El Club Comanche". El Jefe del club a menudo los llevaba a ver partidos de Baseball, por eso la figura sonriente del logotipo, lleva una gorra al estilo del Baseball.